# Янково (Познанський повіт)
Янково (пол. Jankowo) — село в Польщі, у гміні Победзиська Познанського повіту Великопольського воєводства.
Населення — 134 особи (2011).
У 1975-1998 роках село належало до Познанського воєводства.

## Демографія
Демографічна структура станом на 31 березня 2011 року:
|          | Загалом | Допрацездатний вік | Працездатний вік | Постпрацездатний вік |
| -------- | ------- | ------------------ | ---------------- | -------------------- |
| Чоловіки | 72      | 26                 | 40               | 6                    |
| Жінки    | 62      | 16                 | 34               | 12                   |
| Разом    | 134     | 42                 | 74               | 18                   |